# 최길수
최길수(崔吉洙 1944년 12월 11일 ~ )
최길수(崔吉洙 1944년 12월 11일 ~ )는 대한민국의 전직 축구 선수이자 축구 감독,국제심판이다. 1960년말 70년대초 국가대표 청룡팀 수비수이었으며, 중소시업은행에서 선수 생활 은퇴 후 1985년~1997년까지 중소기업은행 축구단 감독으로, 실업축구 최다인 25회 우승 감독이었다. 1988년 서울올림픽에서는 FIFA선정 국제심판으로 활약 했으며, 이후 대한축구협회 심판위원장, 프로축구연맹 심판위원장드을 역임 하였다. 이외에도 어린이 및 여성축구교실을 서울 강서구에서 운영 하였으며, 2018년 1월부터 한국OB축구최 회장으로 선출되어 현재 수행 중이다.